# Залипка Арсен Васильович
Арсен Васильович Залипка (нар. 9 травня 2008, Львів, Україна) — український футболіст, правий захисник львівського «Руху».

## Клубна кар'єра
Народився у Львові. Футболом розпочав займатися у ДЮСШ «Карпати», у футболці яких виступав у юнацькому чемпіонаті Львівської області. Перші тренери — Володимир Щерба. У ДЮФЛУ з 2021 по 2023 рік виступав за КЗ ДЮСШ «Карпати» (Львів) та АФ «Рух» (Львів), де виступав під керівництвом Назара Савицького та Маркіяна Шкраби. У березні 2024 року дебютував у юнацькому чемпіонаті України (U-19). Вперше до заявки головної команди львів'ян потрапив 26 квітня 2025 року на переможний (2:1) виїзний поєдинок 26-го туру Прем'єр-ліги України проти одеського «Чорноморця», але просидів усі 90 хвилин на лаві запасних. На професійному рівні дебютував 2 травня 2025 року в нічийному (0:0) домашньому поєдинку 27-го туру Прем'єр-ліги України проти криворізького «Кривбасу». Арсен вийшов на поле на 84-й хвилині замість Ярослава Карабіна.

## Кар'єра в збірній
На міжнародному рівні дебютував за юнацьку збірну України (U-16) 25 квітня 2024 року в переможному (3:1) поєдинку Турніру розвитку УЄФА проти юнацької збірної Естонії (U-16). Залипка вийшов на поле в стартовому складі, а на 68-й хвилині його замінив Володимир Уманський. Допоміг українській збірній виграти вище вказаний турнір. З березня по червень 2024 року виходив на поле в 6-ти поєдинках за збірну U-16.
У футболці юнацької збірної України (U-17) дебютував 9 жовтня 2024 року в переможному (4:2) поєдинку 1-го туру 4-ї групи кваліфікації юнацького (U-17) чемпіонату Європи проти однолітків з Косова. Арсен вийшов на поле в стартовому складі, на 58-й хвилині отримав жовту картку, а на 83-й хвилині його замінив Нікіта Калюжний. Першим голом на міжнародному рівні відзначився 12 жовтня 2024 року на 72-й хвилині переможного (3:0) поєдинку 2-го туру 4-ї групи кваліфікації юнацького (U-17) чемпіонату Європи проти юнацької збірної Казахстану (U-17). Залипка вийшов на поле в стартовому складі та відіграв увесь матч.